# Alex Higgins
Alexander "Alex" Gordon Higgins (18. března 1949, Belfast, Severní Irsko – 24. července 2010 tamtéž), znám také jako Hurikán Higgins, byl severoirský profesionální hráč kulečníku (snookeru), který se stal 2 x mistrem světa a 2 x vicemistrem světa (druhý za vítězem). Svoji přezdívku Hurikán získal kvůli své rychlosti při hře.
Právě jemu je často připisováno přiblížení kulečníku širšímu publiku a jeho popularizaci v osmdesátých letech 20. století.
Měl pověst nepředvídatelného a složitého charakteru. Byl náruživý kuřák, alkoholik a karbaník, který přiznal užívání kokainu a marihuany. V roce 1998 mu byla diagnostikována rakovina hrtanu, s níž svůj boj dne 24. července 2010 prohrál.